# リリィの愛の歌
「リリィの愛の歌」（りりぃのあいのうた）は、サクラメリーメンが2008年11月5日 にリリースした、7枚目のマキシシングルである。

## 概要
- 「君のカケラ」、「待ちぼうけ」に続く4曲収録のシングル。
- サクラメリーメン初のバラード集シングル。
- 2週間後に発売されるアルバム「呼吸」の先行シングル。

## 収録曲
1. リリィの愛の歌
PVにはキン・シオタニによるイラストアニメーションとなっている。
2. 初恋のワルツ
1st自主制作CDにも収録されている、とても古い曲。
3. YOU～Live at Umeda Shangri-La～
1stアルバム「ロングロード・オデッセイ」より6曲目「YOU」のライブバージョン。「キャラバンで行くサクラメリーメンの旅2008」千秋楽の「Shangri-La」公演の音源が収録された。
4. 郵便屋さんのうた
ダウンロード発売の「郵便屋さんのうた（関西テレビ「こどものうた」ver.）」のロングバージョン。

## 収録アルバム
- 『リリィの愛の歌』(2ndアルバム「呼吸」#10)

## タイアップ
- 関西テレビこどものうたテーマソング(#4)